# La Criatura de la Isla de Jekyll
La Criatura de la Isla de Jekyll (The Creature from Jekyll Island) es el nombre de una película (1993) y libro (1994) del autor, productor de cine y comentarista político norteamericano G. Edward Griffin, miembro de la John Birch Society y editor-contribuidor a The New American, la revista de esa organización.

## Argumento
La obra es acerca de la creación del Sistema de Reserva Federal, utilizando un juego de palabras para establecer una relación con algunos títulos del cine de terror —tales como "Creature from the Black Lagoon" (1954) y "The Monster That Challenged the World" (1957)— a fin de sugerir una similitud entre esa entidad y un ave de presa malevolente, relación representada en la cubierta del libro con la reproducción del anverso del Gran Sello de los Estados Unidos.
La obra ha gozado de bastante popularidad, particularmente entre ciertos sectores financieros y ha sido traducida al japonés (2005) y el alemán (2006). También influyó al conocido comentarista Ron Paul en el capítulo sobre el dinero y el sistema de Reserva Federal en su best seller The Revolution: A Manifesto; en el cual Paul incluye el libro de Griffin entre sus recomendaciones para una "Lista de lectura para un EE. UU. libre y próspero".
El título de la obra se refiere a una reunión —noviembre de 1910— en la isla Jekyll —situada en la costa de Georgia (Estados Unidos)— de seis banqueros y políticos que representaban una sección importante de la elite norteamericana de la época.
Esa reunión fue descrita por B. C. Forbes —el fundador de la revista Forbes— en 1916 y recordado por uno de los presentes —Frank Vanderlip— como el origen de  "la concepción de lo que eventualmente llegó a ser el Sistema de Reserva Federal". Griffin asegura que otro participante —Paul Warburg— describió la reunión como "esa interesante conferencia en relación a la cual el senador Aldrich comprometió a todos los participantes a guardar secreto".
Los participantes en esa reunión fueron: los ya nombrados Nelson W. Aldrich; Warburg y Vanderlip; además de Henry P. Davison, un socio de J.P. Morgan; Benjamin Strong, vicepresidente del Banker's Trust Co.; y A. Piatt Andrew, exsecretario de la Comisión Monetaria Nacional (National Monetary Commission) y en esos momentos Secretario Asistente del Departamento del Tesoro.
La obra de Griffin se basa en un argumento que Marriner Eccles —el entonces director del Fed— hizo (1941) en su testimonio al Congreso de EE. UU.: "Si no hubiera deudas en nuestro sistema monetario, no habría dinero". Griffin asegura: "Si todos pagaran todo lo tomado en préstamo, no habría dinero en existencia". Griffin alega contra el Dinero fiduciario, que él considera basado en la deuda, afirmando que devora la prosperidad a través de la inflación y que perpetua guerras. Además Griffin denuncia un entramado de "banqueros centrales" que financian ambos lados en guerras o revoluciones
Adicionalmente Griffin alega que las Naciones Unidas, el Council on Foreign Relations, y el Banco Mundial están trabajando a fin de destruir la soberanía de los EE. UU. a través de un sistema mundial de control militar y financiero, promoviendo la retirada de los EE. UU. de la ONU. (ver Nuevo Orden Mundial (conspiración))
Como otros libertarios Griffin propone un sistema basado en el «dinero privado» de mercado libre. Bernard von NotHaus —quien se describe como "arquitecto monetario"— diseño un tal sistema en 1998 —basado en "certificados" de lo que NotHaus llama "Estándar Orgánico de Oro" - de "dinero privado" conocido como Liberty Dollars. Griffin argumenta que tales certificados son "verdadero dinero".
Como otros partidarios del patrón oro, una de las críticas principales de Griffin al sistema financiero actual se basa en la manera que los bancos funcionan —ver Banca de reserva fraccional— que Griffin percibe como estando íntimamente relacionado con —o debido a— la acción estatal y que a su vez se basa en —crea— deuda, lo que Griffin denomina el Mecanismo de Mandrake el mago".

## El mecanismo de Mandrake
Mandrake el mago fue un personaje de historietas que tenía la habilidad de hacer aparecer y desaparecer "mágicamente" cosas a su voluntad. Para Griffin el sistema monetario actual actúa de la misma manera: hace aparecer dinero de la nada y oculta la deuda.
En la visión de los críticos del sistema de reserva fraccional esa habilidad se basa en un truco o peculiaridad matemática: cuando los bancos prestan, no entregan físicamente dinero, sino más bien un documento al respecto, asignando una cantidad del dinero que poseen a ese propósito. Quien obtiene ese documento a su vez lo deposita en el mismo u otro banco, pero ese "nuevo dinero" forma ahora parte de los fondos que los bancos disponen para prestar. Y así sucesivamente. En consecuencia, los préstamos de los bancos están determinados no por el dinero que realmente poseen, sino que son un múltiplo —limitado por el coeficiente de caja o encaje— de esos depósitos.
Por ejemplo, considérese que un banco que posea 100 unidades monetarias en depósitos, y que el encaje sea 10%. Eso significa que el banco puede prestar 90 unidades —manteniendo 10 como encaje—. Pero quienes ahora reciben esas 90 unidades, ya sea los que se endeudaron o quienes las reciben como pago de esos endeudados, las depositan. Ahora el banco puede prestar otras 81 unidades monetarias, y así sucesivamente. La cantidad total de unidades monetarias en circulación, en este caso, se puede calcular como el resultado de 100 + 90 + 81 + 72.9 +(...). De esta forma, la cantidad de unidades monetarias circulantes tendería a crecer a medida que baja el coeficiente de caja.[cita requerida]
Los críticos en general —y Griffin en particular— notan que cuando los bancos hacen esos préstamos, el dinero originalmente depositado se mantiene en los bancos. Es decir, el sistema crea dinero "de la nada". Y a su vez esconde —pero genera— deuda. (se puede encontrar una exposición más detallada de este fenómeno en el artículo acerca de C.H. Douglas)
Griffin calcula que cuando la Reserva Federal tiene depósitos de 1000 millones de dólares en billetes, los bancos que integran el sistema pueden —actuando dentro de los límites fijados por la ley bancaria de EE. UU.— generar 10 000 millones de deuda nueva. En septiembre de 2008, la deuda pública —que Griffin considera equivalente a billetes en depósito en la Reserva Federal— de los EE. UU. era 5,8 billones de dólares (5,8 trillones, en la escala corta) y a partir de esa deuda, el sistema podría generar aproximadamente 53 billones de "dinero" en deuda.

## Críticas
El economista Edward Flaherty caracteriza de pueril y tendenciosa la descripción de la reunión en la isla de Jekyll como representación de una conspiración.  Griffin responde que Flaherty ha mal categorizado su libro y que erróneamente sugiere que quienes critican al Fed lo hacen asumiendo una teoría de conspiración.
Otra crítica a Griffin expone que su análisis es confuso. En efecto, ni el papel moneda ni el sistema de reserva fraccional tienen una relación de dependencia directa ya sea con un sistema de Reservas Oficiales de Oro, Tesoro o Reserva Nacional (específicamente, con el sistema del Fed) o con la existencia de un Banco central ni con la intervención estatal en el sentido que la obra de Griffin sugiere, tales historias remontándose en Europa a la creación del Amsterdamsche Wisselbank (Banco de Ámsterdam) en 1609, relacionándose más bien con necesidades comerciales.

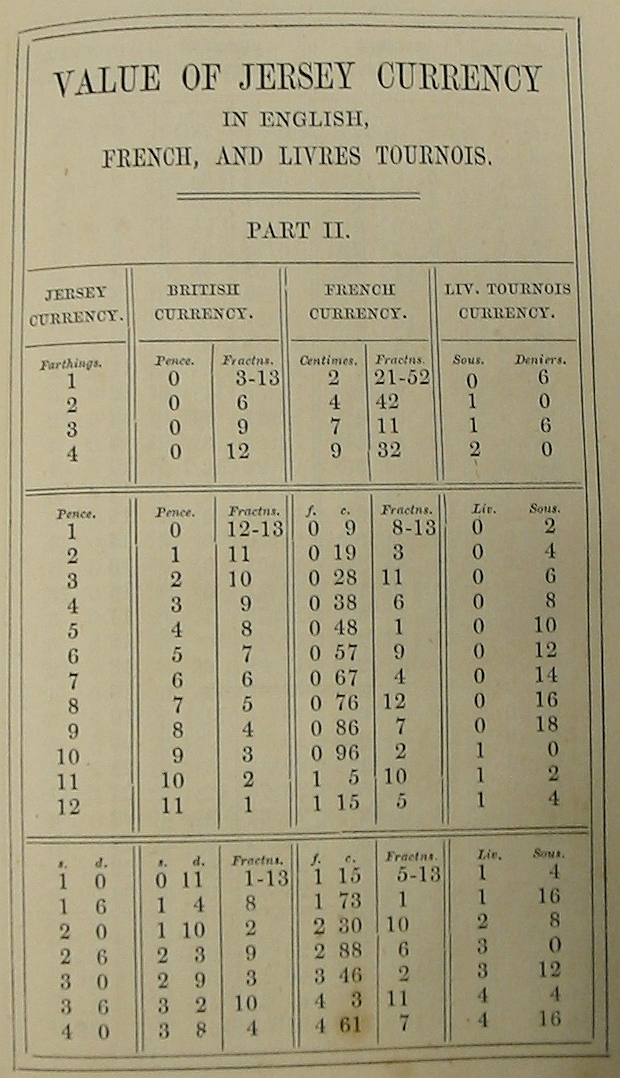
Página de un convertidor de valor entre la libra de Jersey y otras monedas comunes en ese lugar en 1854

Adicionalmente, las sugerencias de Griffin —y en general, de quienes aun promueven el patrón oro— no consideran algunos de los problemas que llevaron al abandono del patrón oro y del sistema sin banco central. Esos problemas pueden ser resumidos en dos cuestiones centrales: A.- El problema de la Convertibilidad o fluctuación de los valores relativos de cualquiera sean los bienes que se utilizan como patrón de valor (generalmente los metales preciosos). Por ejemplo, si se establece que en un momento dado una onza de oro equivale a diez de plata, al cabo de un tiempo el valor comercial de la plata podría variar a ser veinte onzas de plata por una de oro. Eso llevó históricamente a que se pudieran hacer grandes ganancias simplemente cambiando monedas de plata por otras de oro a valor nominal en los bancos. B.- El problema del valor financiero de los certificados. Cualquier bien económico utilizado para medir valor llega a ser difícil de transportar en ciertas cantidades (generalmente en grandes cantidades) Eso eventualmente lleva a la creación de  títulos de créditos. En un sistema de bancos privados independiente —como existían antes de la introducción de Bancos centrales o autoridades financieras— esos créditos pueden ser fácilmente percibidos como dudosos, lo que restringe tanto la actividad económica general como la utilidad del sistema monetario mismo. Por ejemplo, la libra esterlina originalmente era una libra troy de plata 92,5 % pura. Considérese la dificultad de llevar mil de esas libras en el bolsillo (aproximadamente 450 kilogramos) o la diferencia entre aceptar un billete de mil libras respaldado por el Banco de Inglaterra, y aceptar otro respaldado por algún banco en Stockport u otro pueblo o ciudad relativamente desconocido. Eso puede llevar a una situación en la cual el valor de cambio de una misma unidad monetaria sea variable en términos prácticos.

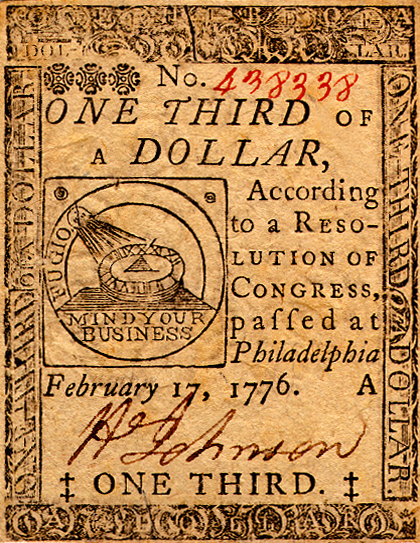
Adverso de "Moneda continental" de un tercio de dólar

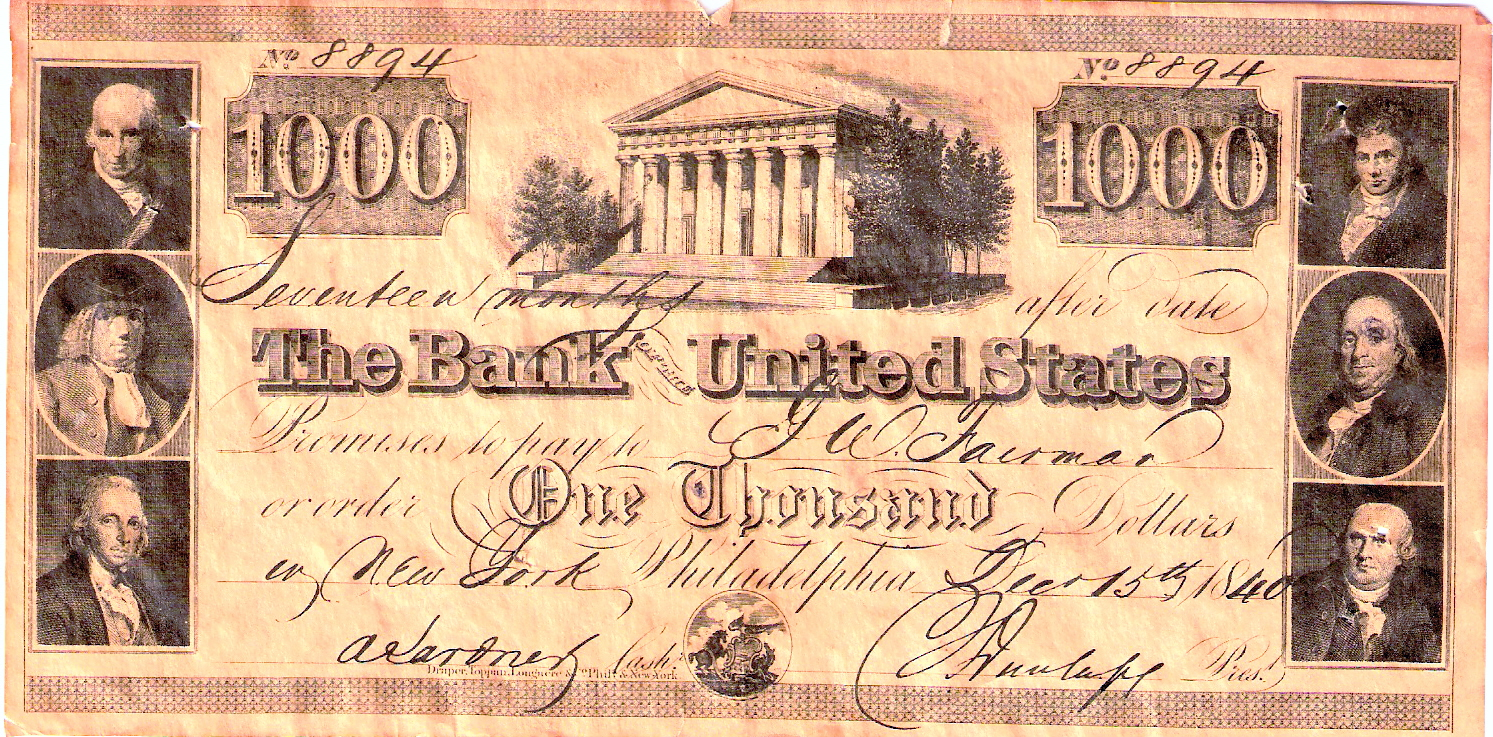
Una nota promisoria de mil dólares, emitida por el Segundo Banco de los EE. UU. (privado), 15 de diciembre de 1840. (el banco quebró en 1841)

Específicamente, en el caso de EE. UU., uno de los problemas que se intentó resolver con la creación del Fed fue el creado por el quiebre de bancos regionales o locales —de los cuales había una gran proliferación a fines del siglo XIX y comienzos del XX—. A pesar de que el dólar era la moneda común del país y de que los certificados de papel emitidos por los bancos estaban denominados en dólares, cuando un banco quebraba, esos billetes dejaban de poseer valor. Eso significaba no solo que los depositantes pero cualquiera que poseyera esos certificados perdían todo, pero adicionalmente que ese "papel moneda" no poseía valor alguno a pesar de estar nominado en dólares. Eso a su vez significaba que el valor del (billete de) dólar no era confiable, lo que también llevaba a repetidos  pánicos bancarios (específicamente en la época en cuestión, el pánico financiero de 1907)
Quizás valga la pena recordar que —a pesar de la sugerencia de Griffin que el papel moneda surgió a partir del sistema del Fed— papel moneda (en la forma de certificados bancarios de Moneda continental) existieron en EE. UU. desde mucho antes (1775), y, en forma generalizada —en el estilo de los billetes que se conocen en el presente— por lo menos con anterioridad a 1840.